# Санников, Георгий Захарович
Георгий Захарович Санников (25 марта 1929, Свердловск — 11 декабря 2022) — ветеран внешней разведки КГБ, Автор нескольких книг, многочисленных статей, консультант ряда сценариев и телепередач о работе спецслужб.

## Биография
Родился в г. Свердловске в 1929 году.
В 1944—1947 гг. — курсант Киевской спецшколы ВВС. В начале 1950-х годов после окончания юридического факультета Киевского государственного университета им. Т. Г. Шевченко был направлен в органы государственной безопасности Украинской ССР.
Участвовал в спецоперациях НКВД в Западной Украине. В Москве Санникова называли чуть ли не главным «истребителем бандеровского подполья». Ему также приписывают удачную перевербовку одного из лидеров украинского сопротивления Василия Кука. Кук пробыл в заключении 6 лет, а затем написал открытое письмо лидерам повстанческого движения Украины и призвал признать СССР как законную власть. Также активно участвовал в оперативных радиоиграх советской контрразведки с зарубежными центрами ОУН.
После учёбы в разведшколе КГБ полковника Санникова направили в резидентуру ПГУ КГБ в Западную Германию, где он лично завербовал нескольких чиновников и журналистов. В 1970–1971 гг. в качестве пресс-атташе МИД СССР участвовал в четырёхсторонних переговорах по Западному Берлину.
В 1977 году Санников вышел в отставку, но продолжал консультировать нелегалов, отправляемых в Германию. Ветеран Службы внешней разведки. В 2015 году за активную общественную работу награжден памятной медалью «Патриот России». Член Союза писателей России, активно участвовал в общественной работе по патриотическому воспитанию молодёжи. В 2018 году за написание книги «Их закалила война…» был награждён премией СВР.
Скончался 11 декабря 2022 года.

## Статьи
- Газета «Труд-7», 16.07.1999, «Война после победы». (Под псевдонимом Е. З. Седов).
- Газета «Век», № 11, 17-23.03.2000, «Степан Бандера в кошмарном сне Сташинского. Как убили лидера украинских националистов». (Под псевдонимом Е. З. Седов).
- Аргументы и Факты. Разбор № 16, август 2000. «Как погибают самолёты». О падении секретного советского самолёта Як-25 на территорию Западного Берлина 1 апреля 1966 года.
- Аргументы и Факты. Разбор № 20, октябрь 2000. О матче Спасский-Фишер в Рейкьявике в сентябре 1972 года.
- Аргументы и Факты. Разбор № 45, ноябрь 2000. «Как убивали Степана Бандеру».
- «Труд», апрель 2002. «Как создавался „бетонный“ занавес». О берлинской стене.

## Телепередачи
- «Особая папка», «Ц» (Л. М. Млечин). 17.03.2003. О разоблачении Берия.
- «Особая папка», «Ц» (Л. М. Млечин). 24.03. 2003. О разгроме бандеровщины.
- ОРТ, серия «Из архивов разведки», Операция «Резидент» (дело «Рейд»), 2004.
- REN-TV, «Военная тайна». О ликвидации оуновского подполья в Западной Украине. 13.03.2005.
- РТР, серия «Дуэль разведок». Советская разведка в Германии, май-июнь, 2005.
- РТР, «Одержимые дьяволом. Тайна Третьего рейха», 29.08.2005.